# 國立臺灣藝術大學有章藝術博物館
國立臺灣藝術大學有章藝術博物館，為隸屬於國立臺灣藝術大學之美術館，在該校前校長黃光男推動下於2004年成立，2008年3月24日開館營運。開館典禮頒發榮譽館長證書予收藏家王度，王度捐贈74件傳統家具為館藏。
2011年7月28日定名「有章藝術博物館」，取自新館建館基金捐獻者廖黃香之亡夫見龍化學工業創辦人廖有章。館舍乃利用建於1967年之舊行政大樓改裝而成，館內除典藏該校師生作品，亦有新媒體藝術相關收藏。
2023年12月，臺灣藝術大學112學年度第1學期校務會議決議，以校務基金負擔過重為由，無限期終止有章藝術博物館（新館）之興建計畫，未來學校需歸還1億元善款給廖有章家屬，並與建築師進行解約。

## 外部連結
- 國立臺灣藝術大學有章藝術博物館 （页面存档备份，存于）
- 有章藝術博物館的Facebook專頁